# Protesty w Sri Lance (2022)
Protesty w Sri Lance – protesty na Sri Lance wymierzone przeciwko rządowi prezydenta Gotabayi Rajapaksy, spowodowane kryzysem gospodarczym i wysoką inflacją. Protesty rozpoczęły się 15 marca 2022 roku. Głównym żądaniem protestujących jest rezygnacja rządu kierowanego przez rodzinę Rajapaksów. Pomimo zaangażowania kilku partii opozycyjnych większość protestujących uważa się za apolitycznych. Podczas protestów protestujący skandowali hasła takie jak "idź do domu Gota" i "idż do domu Rajapaksa". Rząd zareagował działaniami autorytarnymi, takimi jak ogłoszenie stanu wyjątkowego, zezwolenie wojsku na aresztowanie cywilów, wprowadzenie godziny policyjnej, ograniczenie dostępu do mediów społecznościowych oraz napady na protestujących, dziennikarzy i aktywistów internetowych. Rząd naruszył również prawo i konstytucję, próbując stłumić protesty. Diaspora Sri Lanki również rozpoczęła demonstracje przeciwko tłumieniu podstawowych praw człowieka w tym kraju. Uznano, że rządowy zakaz korzystania z mediów społecznościowych przynosi odwrotny skutek, a hashtagi, w tym #GoHomeRajapaksas i #GoHomeGota, zyskują na Twitterze w krajach takich jak Stany Zjednoczone, Singapur i Niemcy. Zakaz został zniesiony później tego samego dnia. Komisja Praw Człowieka Sri Lanki potępiła ten środek i wezwała urzędników odpowiedzialnych za blokowanie i maltretowanie protestujących. 3 kwietnia wszystkich 26 członków drugiego gabinetu Gotabayi Rajapaksa złożyło rezygnację, z wyjątkiem premiera Mahindy Rajapaksy; Krytycy stwierdzili, że rezygnacja była nieważna, ponieważ nie przestrzegali protokołu konstytucyjnego. Kilku ministrów, którzy „zrezygnowali”, zostało przywróconych do różnych ministerstw następnego dnia. W lipcu 2022 r. protestujący zajęli Dom Prezydenta w Kolombo, zmuszając Rajapaksę do ucieczki, a premier Ranil Wickremesinghe ogłosił chęć rezygnacji. 

## Historia
Od 2010 r. Sri Lanka była świadkiem gwałtownego wzrostu zadłużenia zagranicznego.  W 2005 roku dług Sri Lanki wynosił 11,3 miliarda dolarów amerykańskich, a w 2020 już 56,3 miliarda USD. Dług międzynarodowy w 2019 wynosił 42,6% PKB. W 2021 wzrósł on do 119% PKB. W lutym 2022 kraj miał tylko 2,31 miliarda USD rezerwy, a spłata długów w 2022 roku miała wynieść 4 miliardy USD. W ramach Inicjatywy Pasa i Szlaku, Chiny były głównym źródłem pożyczek dla wielu megaprojektów, których opłacalność została zakwestionowana (np. Hambantota International Port i  Lotnisko Międzynarodowe Mattala Rajapaksa). Krytycy oskarżyli ChRL o stosowanie strategii „pułapki zadłużenia” w celu zdobycia wpływu na Sri Lankę. 
W wyniku pandemii COVID-19, spadku liczby turystów zagranicznych odwiedzających Sri Lankę (jedną z przyczyn były wielkanocne ataki terrorystyczne w 2019 roku), inwazji Rosji na Ukrainę, obniżenia szeregu podatków, dodrukowywaniu pieniędzy przez Bank Centralny w celu pokrycia wydatków rządu, oraz spadku dochodów z produkcji herbaty spowodowanego zakazem stosowania nawozów sztucznych doszło do spotęgowania lankijskiego kryzysu gospodarczego (trwającego od 2019 roku) i wzrostu inflacji.  Uznano go za największy kryzys kraju od jego niepodległości w 1948 roku. Antyrządowe protesty rozpoczęły się w marcu 2022 roku, a do ich gwałtownej eskalacji doszło w lipcu 2022 roku. Z powodu niedoboru walutowego lankijskiego rządu w kraju doszło do niedoboru paliwa, żywności, leków oraz przerw w dostawach prądu. 9 maja premier Mahinda Rajapaksa podał się do dymisji po starciach w czasie demonstracji w Kolombo. W kraju zablokowano dostęp do mediów społecznościowych i wprowadzono stan wyjątkowy oraz godzinę policyjną. To wszystko wpłynęło na lęk zagranicznych turystów przed spędzaniem wakacji na Sri Lance, co dodatkowo pogłębiło kryzys. 9 lipca protestujący zajęli rezydencję prezydenta Gotabaya Rajapaksy i rozpoczęli jej okupację. Doszło również do zajęcia i podpalenia domu premiera Sri Lanki Ranila Wickremesinghe. Prezydent Rajapaksa poinformował, że zamierza zrezygnować z urzędu 13 lipca, zaś premier Wickremesinghe oświadczył, że jest gotów do dymisji. 13 lipca prezydent Gotabai Rajapaksa opuścił Sri Lankę i wraz z żoną poleciał na Malediwy. Obowiązki prezydenta tymczasowo przejął Ranil Wickremesinghe, który wprowadził w całym kraju stan wyjątkowy. Tego dnia protestujący szturmowali biuro premiera i wtargnęli do biura telewizji Sri Lanka Rupavahini Corporation; lankijska policja użyła wobec nich gazu łzawiącego. Wieczorem 14 lipca Rajapaksa przesłał do przewodniczącego parlamentu e-mail, w którym powiadomił o swojej rezygnacji. 15 lipca przewodniczący parlamentu Sri Lanki przyjął rezygnację Rajapaksy z funkcji premiera; tego dnia na p.o. prezydenta został oficjalnie zaprzysiężony Wickremesinghe. 20 lipca Wickremesinghe został wybrany na urząd prezydenta, dwa dni później premierm został Dinesh Gunawardena. 22 lipca lankijska armia i policja we wspólnej operacji wtargnęły do obozu protestujących w Galle Face Green, znajdującego się w pobliżu siedziby prezydenta. W wyniku operacji ponad 50 osób zostało rannych, a 9 osób aresztowano. W sierpniu 2022 roku protesty straciły na intensywności, a 10 sierpnia protestujący opuścili po 124 dniach obóz protestacyjny w parku Galle Face Green. 

## Protesty za granicą
W Stanach Zjednoczonych odbyło się kilka protestów, w tym jeden przed rezydencją syna Gotabayi Rajapaksy w Los Angeles. Protest odbył się również przed Wysoką Komisją Sri Lanki w Londynie w Anglii. Protesty odbyły się również w Melbourne w Australii, na Federation Square oraz w Mount Wellington w Auckland w Nowej Zelandii. W Australii protesty zorganizowano także w innych miastach, takich jak Perth, Brisbane i Sydney. Protest odbył się w Male na Malediwach 13 lipca przez pracujących w tym kraju obywateli Sri Lanki, wzywając rząd, aby nie zapewniał bezpiecznej przystani dla Gotabayi Rajapaksy.

## Wpływ kryzysu na turystykę
Kiedy turystyka na Sri Lance powoli rozwijała się w 2022 po przestoju podczas pandemii COVID-19, turyści wystraszyli się bankructwa Sri Lanki, protestów, niestabilnej sytuacji, braku paliwa, przerw w dostawie prądu. Pojawiły się w mediach komunikaty o niestabilnej sytuacji kraju i braku jedzenia na wyspie. W związku z tym na Sri Lankę turyści przestali przylatywać masowo (lipiec - październik 2022). W najbardziej popularnym Parku Narodowym Yala widywało się jedyne kilka jeepów na safari na raz, podczas gdy w 2016 roku park odwiedziło  658 277 turystów (zarówno krajowych, jak i zagranicznych). Przed pandemią do Świątyni Świętego Zęba w Kandy ustawiały się dwugodzinne kolejki, a w październiku 2022 wchodziło się płynnie - bez oczekiwania.
W 2018 roku turystyka z wynikiem 4,66 miliardów dolarów amerykańskich stanowiła 6,4% dochodu narodowego Sri Lanki. Ze względu na pandemię COVID-19 w 2020 roku turyści wydali jedynie 1,08 miliarda dolarów na turystykę w tym kraju. Niestabilna sytuacja polityczna Sri Lanki w 2022 pogłębiła kryzys.
Rząd Sri Lanki dostrzegał wartość z przychodów z turystyki, dlatego nawet w trakcie protestów i długich kolejek po paliwo oficjalni organizatorzy turystyki mieli pierwszeństwo zakupu paliwa.  Turyści nie odczuwali kryzysu (byli bezpieczni, hotele miały swoje generatory prądu, jedzenia było pod dostatkiem - brakowało jedynie pojedynczych zagranicznych produktów, np. niektórych marek alkoholi). Można było jednak obserwować znacznie mniejszą ilości turystów w największych atrakcjach Sri Lanki, co było dla odwiedzających korzystne (brak kolejek, bardziej autentyczne doświadczenie).

## Wpływ kryzysu na sytuację Lankijczyków
W 2019 roku 403 000 obywateli Sri Lanki (czyli Lankijczyków) (spośród 21,8 milionów wszystkich obywateli kraju) było zatrudnionych w sektorze turystycznym. Setki tysięcy ludzi straciło dochód w wyniku pandemii i lęku turystów przed kryzysem. Utrata dochodu mieszkańców zatrudnionych w turystyce i wysoka inflacja wpłynęły na spadek jakość życia Lankijczyków, a nawet zmniejszenie dziennej ilości posiłków wielu z nich.